# Mistrzostwa Galicji w piłce nożnej (1914)
Rozgrywki niedokończone z powodu wybuchu I wojny światowej.

## Tabela
| M | Nazwa klubu  | Mecze | Zwycięstwa | Remisy | Porażki | Bilans bramkowy | Punkty |
| 1 | Cracovia     | 3     | 2          | 1      | 0       | 5-1             | 5      |
| 2 | Czarni Lwów  | 3     | 2          | 1      | 0       | 7-4             | 5      |
| 3 | Pogoń Lwów   | 4     | 1          | 0      | 3       | 5-9             | 2      |
| 4 | Wisła Kraków | 2     | 0          | 0      | 2       | 1-4             | 0      |

## Mecze
1. 17.05.1914 Czarni Lwów – Pogoń Lwów 4:3
2. 24.05.1914 Cracovia – Czarni Lwów 0:0
3. 24.05.1914 Pogoń Lwów – Wisła Kraków 1:0
4. 14.06.1914 Cracovia – Wisła Kraków 3:1
5. 14.06.1914 Pogoń Lwów – Czarni Lwów 1:3
6. 21.06.1914 Pogoń Lwów – Cracovia 0:2
7. 21.06.1914 Wisła Kraków – Czarni Lwów (nie odbył się – gospodarze nie stawili się z powodu nieporozumienia co do godziny rozpoczęcia meczu; sędzia odgwizdał walkower na korzyść Czarnych, ale ZPPN ostatecznie uznał ten mecz za „niebyły”)